# نوونادیروو
نوونادیروو (انگلیسی: Novonadyrovo) یک شهرک در شهرستان ایلیشفسکی استان باشقیرستان کشور روسیه است.